# Exocitosis constitutiva
En la exocitosis constitutiva, las vesículas secretorias están continuamente produciéndose, y llevándose desde la red trans del Golgi (TGN en la sigla inglesa) a la membrana plasmática, donde se fusionan rápidamente con la misma; como resultado de la fusión su contenido es descargado y liberado en el medio extracelular. En esta vía las vesículas secretorias llevan como cargo generalmente proteínas que son continuamente secretadas por la célula. Muchas proteínas no relacionadas pueden ser empaquetadas en las vesículas constitutivas secretoras.
Ejemplos de proteínas liberadas al espacio extracelular por esta secreción continua se incluyen la producción de colágeno por los fibroblastos, la secreción de proteínas del suero por los hepatocitos en el hígado y anticuerpos (inmunoglobulinas) por linfocitos B activados (células plasmáticas) o la síntesis de la celulosa en las paredes de las células vegetales